# Ljus kärrblomfluga
Ljus kärrblomfluga (Helophilus trivittatus) är en tvåvingeart som först beskrevs av Fabricius 1805.  Ljus kärrblomfluga ingår i släktet kärrblomflugor, och familjen blomflugor.
Artens utbredningsområde är Österrike. Arten är reproducerande i Sverige. Inga underarter finns listade i Catalogue of Life.

## Bildgalleri

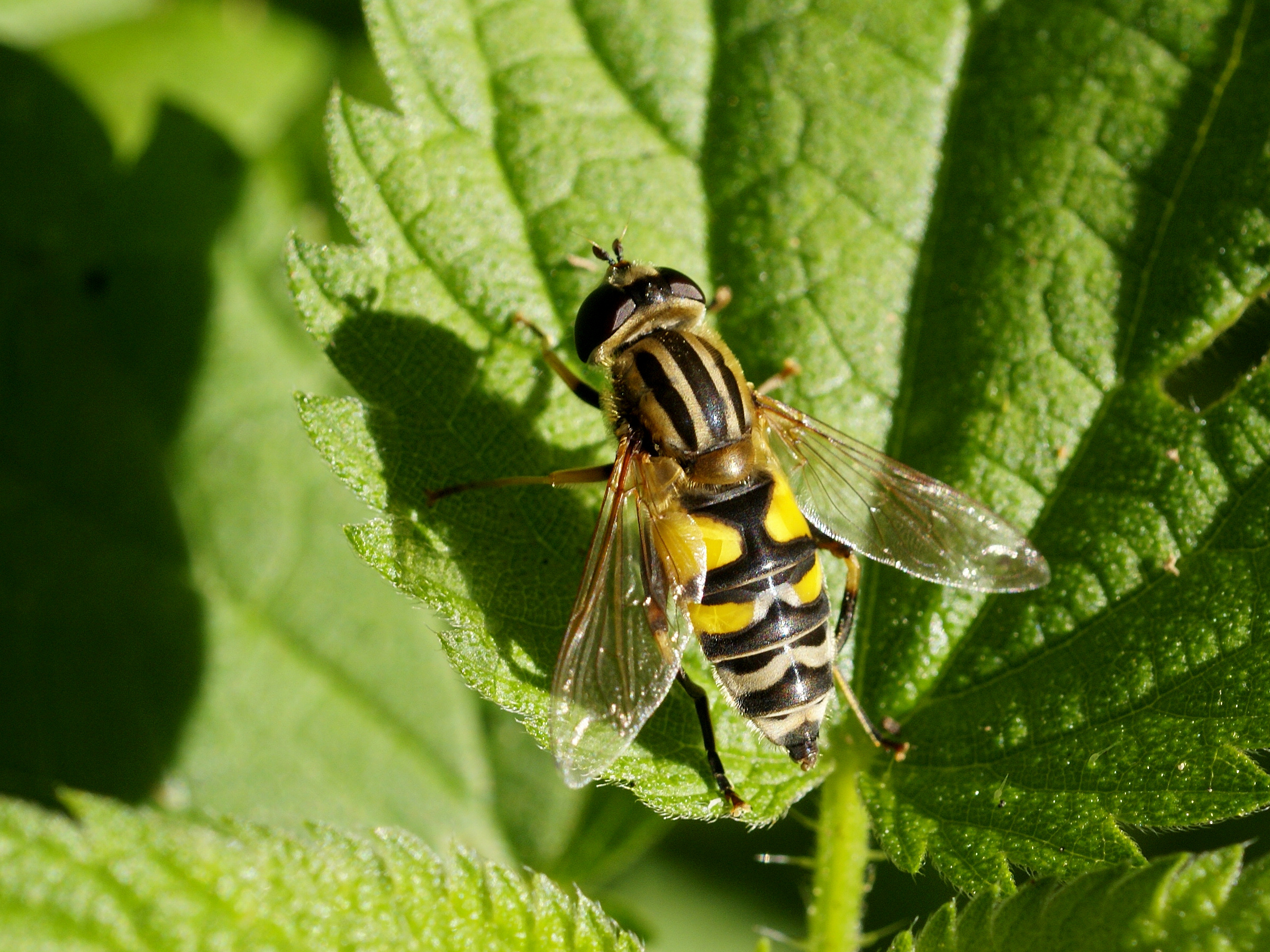
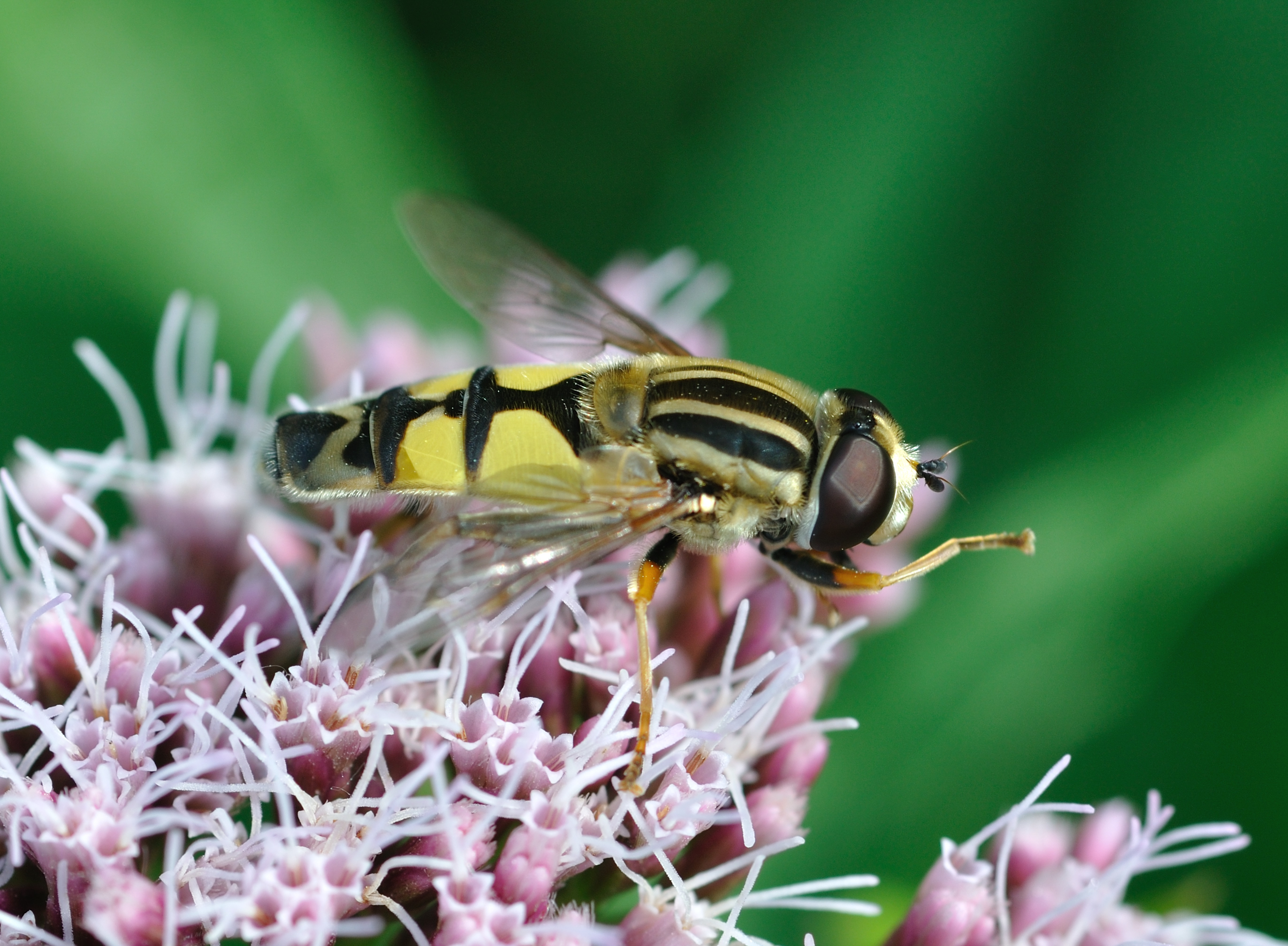
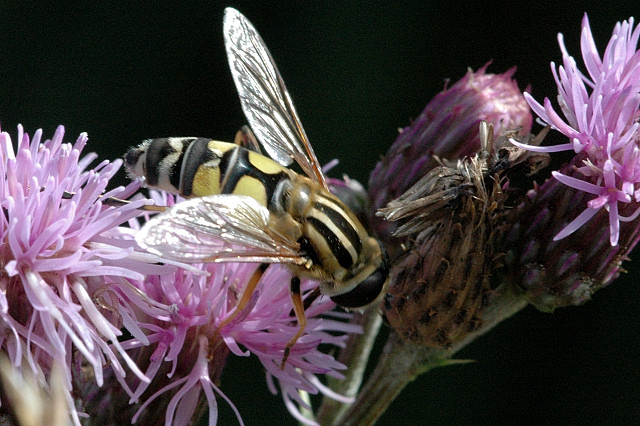
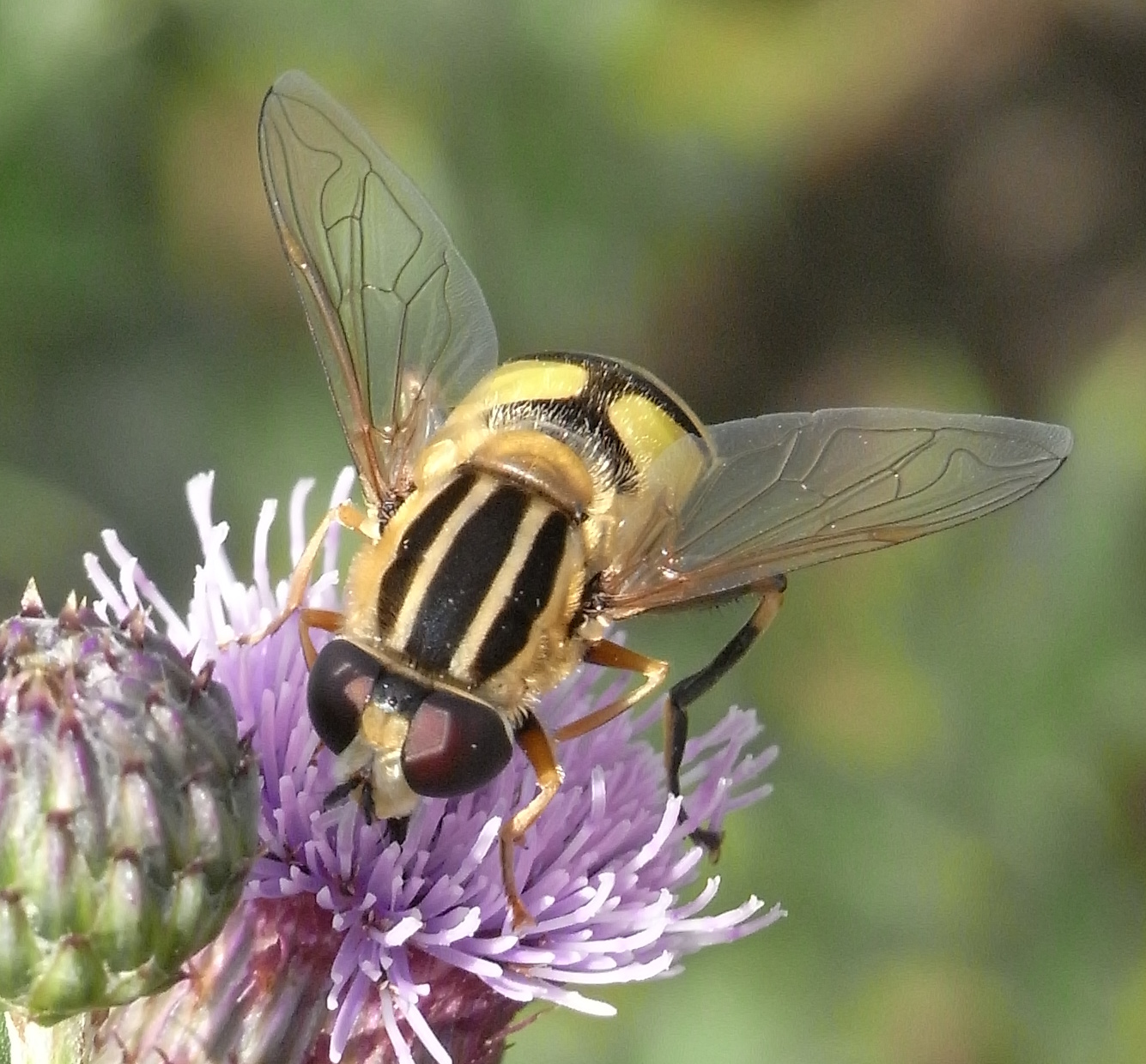